# HTC Shift
HTC Shift，研發代號HTC Clio，是台灣宏達電公司所推出的UMPC掌上型電腦，同時具有手機功能，搭載微軟Windows Vista Business與Windows Mobile6雙作業系統（無法同時使用），擁有7吋VGA觸控式螢幕，滑蓋式 QWERTY 鍵盤，搭載SnapVUE技術即使裝置並未開啟也能夠使網路永遠保持連線狀態，內建40GB微型硬碟，具有指紋辨識器。2007年10月於歐洲首度發表。已知客製版本HTC X9500，HTC Shift，Rogers＆HTC Shift。

## HTC Shift GSM技術規格
- 處理器：Intel A110 800MHz，Qualcomm MSM7200 400MHz
- 作業系統：Windows Vista Business，Windows Mobile 6.0 Professional
- 記憶體：RAM：1GB DDR2 microDIMM（Vista專用）+64 MB（SnapVUE專用）ROM：128 MB（SnapVUE專用）
- 硬碟：1.8 吋 40 GB
- 尺寸：207mm X 129mm X 25mm
- 重量：800g（含電池）
- 螢幕：WVGA 解析度、7.0 吋 TFT-LCD 平面式觸控感應螢幕
- 操控：滑蓋式 QWERTY 鍵盤
- 網路：HSUPA/HSDPA/WCDMA/EDGE/GPRS/GSM
- 藍牙：2.0 with EDR
- Wi-Fi：IEEE 802.11 b/g
- 相機：300萬畫素相機，支援自動對焦功能
- 擴充槽：SDIO插槽，支援熱插拔功能
- 電池：2700mAh充電式鋰或鋰聚合物電池

## HTC Shift CDMA技術規格
- 處理器：Intel A110 800MHz，Qualcomm MSM7500 400MHz
- 作業系統：Windows Vista Business，Windows Mobile 6.0 Professional
- [[可支援windows 7以上版本(建議windows 7)
- 記憶體：RAM：1GB DDR2 microDIMM（Vista專用）+64 MB（SnapVUE專用）ROM：128 MB（SnapVUE專用）
- 硬碟：1.8 吋HDD 40 GB
- 尺寸：207mm X 129mm X 25mm
- 重量：800g（含電池）
- 螢幕：WVGA 解析度、7.0 吋 TFT-LCD 平面式觸控感應螢幕
- 操控：滑蓋式 QWERTY 鍵盤
- 網路：CDMA 1x RTT/CDMA 1x EvDO
- 藍牙：2.0 with EDR
- Wi-Fi：IEEE 802.11 b/g
- 相機：300萬畫素相機，支援自動對焦功能
- 擴充槽：SDIO插槽，支援熱插拔功能
- 電池：2700mAh充電式鋰或鋰聚合物電池

## 外部連結
- HTC Shift 系列概觀
- HTC Shift 系列技術規格